# Henutmire
Henutmire, var en egyptisk prinsessa och drottning (stor kunglig hustru).   Hon var gift med farao Ramses II. 
Hon var född i den kungliga familjen, men det är oklart huruvida hon var syster eller dotter till sin make. 